# Wiking Rosell
Knut Erik Wiking Rosell, född 25 september 1916 i Solna, död 3 juli 1973 i Eskilstuna, var en svensk ingenjör, målare och tecknare.
Han var adoptivson till Emil Rosell och Agda Unge och gift 1:a gången med Gerd Frideborg Hermansson och andra gången 1963 med Essy. Rosell var som konstnär huvudsakligen autodidakt men fick en viss vägledning från sina konstnärskamrater. Separat ställde han ut första gången på Karlskoga konsthall 1956 och han medverkade därefter i ett flertal separat och samlingsutställningar. Hans konst består av figurmotiv, stilleben och landskap utförda i pastell, gouache, blyerts, tusch eller olja.
Han arbetade åtta år vid AB Bofors med vapenteknisk utveckling, och från 1959 vid Försvarets Fabriksverk.

### Fotnoter
1. ↑  Familjenytt i Svenska Dagbladet 11 juli 1973